# Abrahel
Abdel sarebbe un succubo apparso nel 1581 a Dalhem, località oggi situata in Belgio, e descritto dal magistrato, storico e scrittore Nicholas Rémy nel suo libro Demonolatria.

## Il demone che ha il potere di togliere e rendere la vita
Secondo il racconto di Rémy, il demone si mostrò nel villaggio di Dalhem ad un pastore chiamato Pierron. Innamoratosi follemente del demone, il pastore accettò come dimostrazione del suo amore di sacrificargli il suo unico figlio. Questi, dopo aver morso una mela avvelenata, morì sul colpo. Tormentato dai rimorsi, Pierron supplicò poi Abrahel di ridargli suo figlio e ottenne ciò che voleva alla condizione fare del demone l'oggetto della sua totale adorazione.
Il figlio del pastore, tornato in vita, si presentava più magro, istupidito e rallentato nei movimenti. Dopo un anno il demone abbandonò il corpo del giovane che cadde senza vita, emanando un odore insopportabile, e venne trascinato in un campo dal padre, che lo sotterrò senza alcuna cerimonia.